# Rockerill

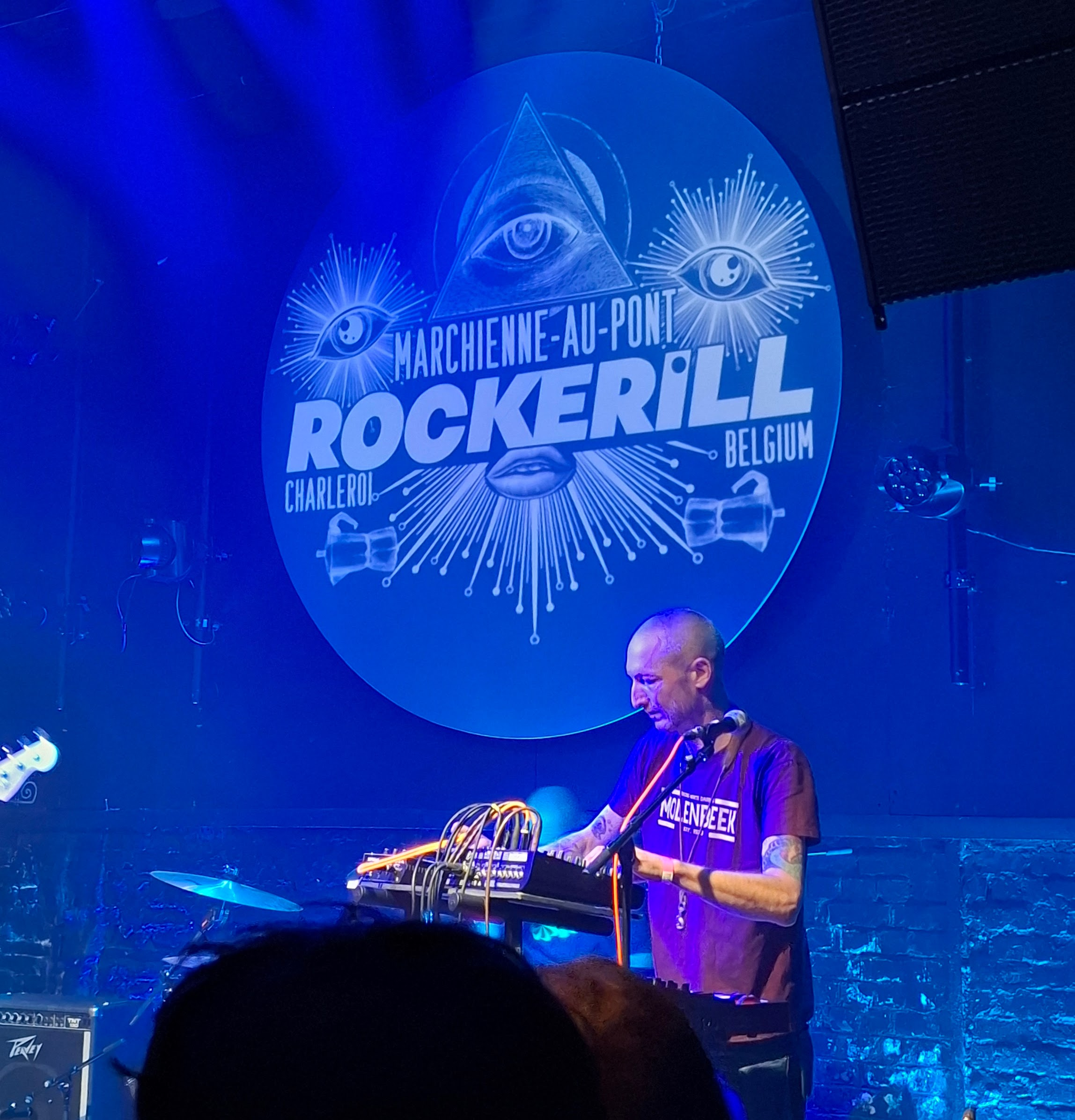
Veranstaltung im Rockerill

Das Rockerill ist ein Club und Konzertsaal in Marchienne-au-Pont bei Charleroi in Belgien. Es ist vor allem für seine Techno- und Rock-Szene bekannt.

## Geschichte

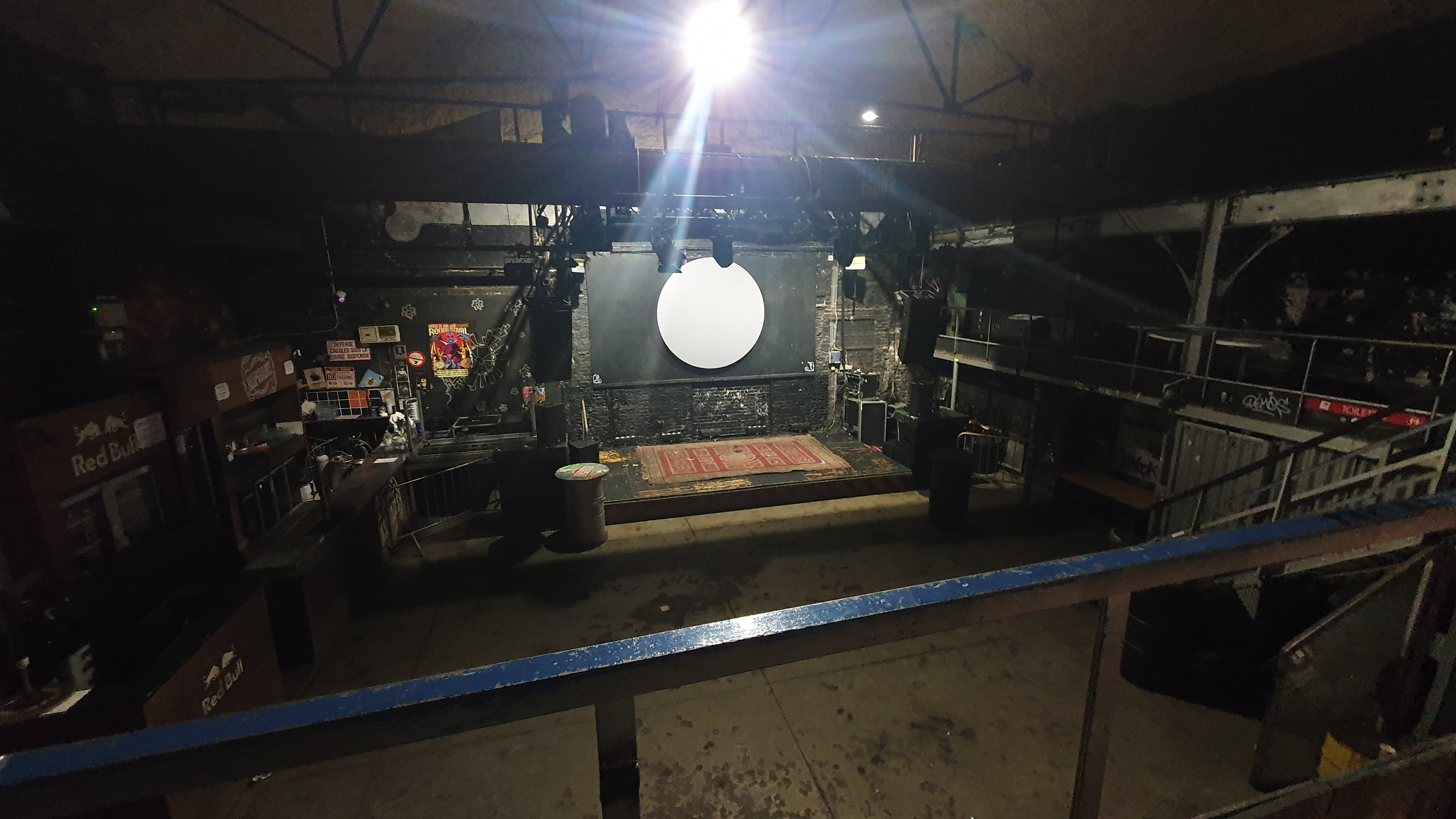
Das Rockerill mit Bühne

Das Gebäude befindet sich auf dem ehemaligen Gelände der Fabrik Forges de La Providence, die 1832 gegründet wurde und Stahlträger produzierte. Der Standort wurde 1966 geschlossen und in den 1980er Jahren endgültig abgeschrieben. Nach jahrelangem Leerstand wurde das Areal 2005 zum Schutz des industriellen Erbes von einem lokalen Künstlerkollektiv erworben. 2010 eröffnete das Rockerill auf einer Fläche von über 4000 Quadratmetern. Der Gebäudekomplex verfügt über vier Bereiche: das Rockerill selbst in einem kleineren Nebensaal, die „Schmiede“, die sich in industrieller Atmosphäre bei alten Maschinen befindet, eine große Halle für Großveranstaltungen sowie die „Kathedrale“, welche als Eingangshalle fungiert und eine dauerhafte Kunstausstellung beherbergt.
Die Stadt Charleroi kaufte das Gelände 2023 auf und investierte rund 5,4 Millionen Euro in die Sanierung des Gebäudes.
Jährlich treten im Rockerill rund 200 Künstler bei über 25.000 Besucher auf. Zweimal jährlich findet ein Vintage-Markt mit dutzenden Ständen statt. Unter dem Label Rockerill Records werden zudem viele Künstler vertrieben.

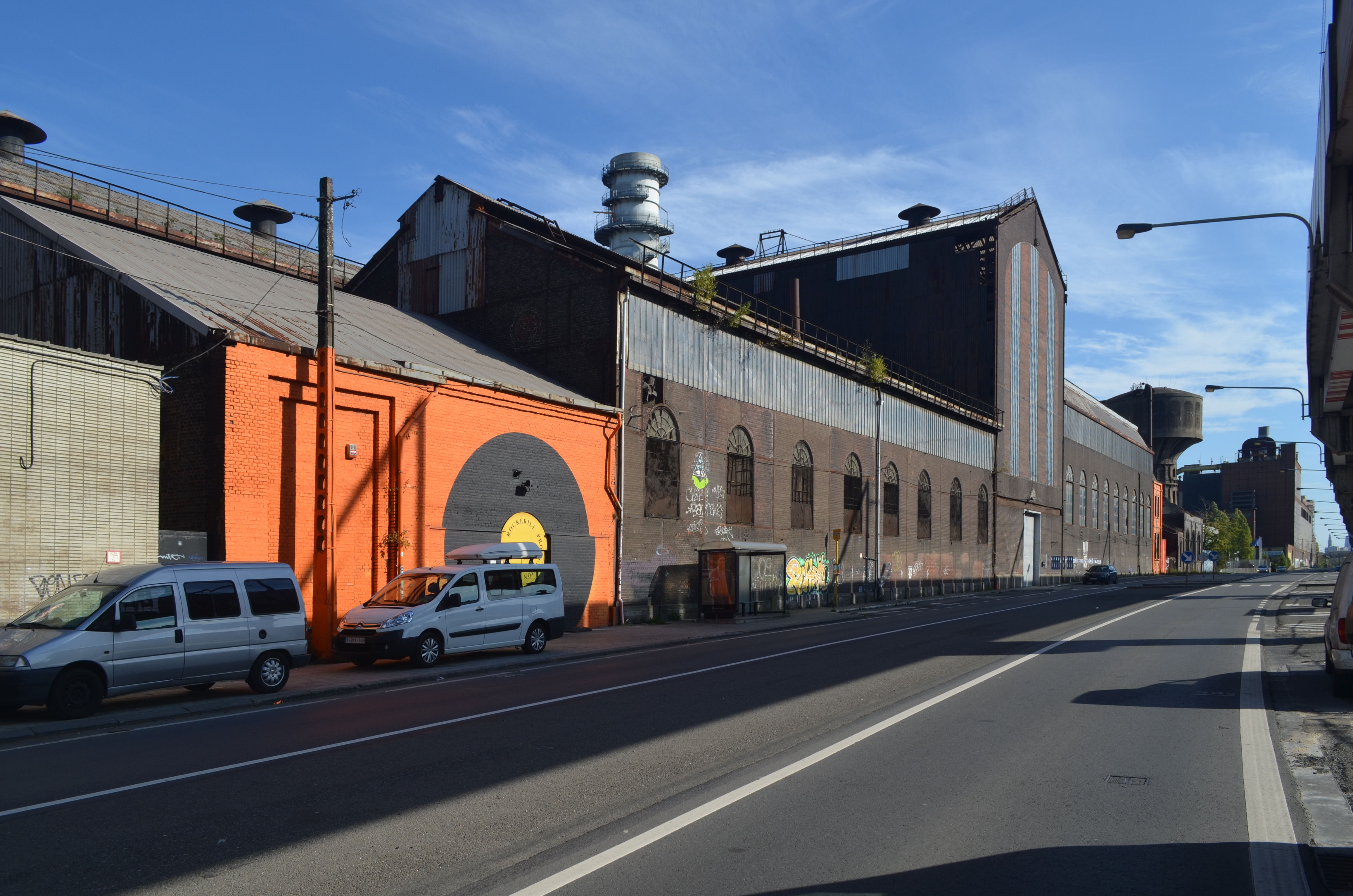
Außenansicht des Gebäudekomplexes